# Steve Davis (bassiste de jazz)
 (juin 2019).
Si vous disposez d'ouvrages ou d'articles de référence ou si vous connaissez des sites web de qualité traitant du thème abordé ici, merci de compléter l'article en donnant les références utiles à sa vérifiabilité et en les liant à la section « Notes et références ».
Ne doit pas être confondu avec Steve Davis (bassiste).
Steve Davis (1929-1987), également connu sous son nom musulman de Luquman Abdul Syeed était un bassiste de jazz très actif dans les années 1960.
En 1960, il fait brièvement partie du quatuor de John Coltrane, avant d'être remplacé par Reggie Workman. Il est essentiellement connu pour sa participation à  l'album mythique My Favorite Things avec trois membres du futur quatuor de John Coltrane. Il a également enregistré en tant que sideman avec Chuck et Gap Mangione sur Hey Baby !, et avec son ami de quatuor (et beau-frère) McCoy Tyner sur l'album Nights of Ballads & Blues.

## Discographie
Avec John Coltrane
- My Favorite Things (Atlantic, 1961)
- Coltrane Jazz (en) (Atlantic, 1961)
- Coltrane Plays the Blues (Atlantic, 1962)
- Coltrane's Sound (Atlantic, 1964)

Avec Kenny Dorham
- The Flamboyan, Queens, NY, 1963 (Uptown, 2009)

Avec Eddie Jefferson
- Body and Soul (Prestige, 1968)

Avec Freddie McCoy (en)
- Spider Man (Prestige, 1965)
- Peas 'n' Rice (Prestige, 1967)

Avec James Moody
- Cookin' the Blues (Argo, 1961)

Avec The Jazz Brothers Featuring Gap Mangione and Chuck Mangione
- Hey Baby! (Riverside, 1961)

Avec McCoy Tyner
- Nights of Ballads & Blues (Impulse, 1963)